# جائزة ألمانيا الكبرى 2008
جائزة ألمانيا الكبرى 2008 (بالإنجليزية: 2008 German Grand Prix)‏ هو سباق فورمولا 1 أقيم بتاريخ 20 يوليو، 2008 في حلبة هوكنهايم، ألمانيا. كان العاشر من أصل 18 في بطولة العالم لسباقات الفورمولا واحد موسم 2008. حلّ لويس هاملتون أولا بينما جاء البرازيلي نيلسون بيكيه جونيور في المركز الثاني وحصل على المركز الثالث البرازيلي فيليبي ماسا.